# جورج بروس (لاعب كرة قدم أسترالية)
جورج بروس (بالإنجليزية: George Bruce)‏ هو لاعب كرة قدم أسترالية أسترالي، ولد في 5 أغسطس 1879 في أديلايد في أستراليا، وتوفي في 6 يونيو 1928 في Carlton, Victoria ‏ في أستراليا.

## وصلات خارجية
- جورج بروس على موقع AustralianFootball.com (الإنجليزية)
- جورج بروس على موقع AFLtables.com (الإنجليزية)